# Sub Carpats
Els Sub Carpats de curvatura, Ciuc, o la curvatura Carpats (romanès: Carpații de Curbură, en hongarès: Kárpátkanyar), es troben entre la vall de Trotus i la vall de Slanicul Buzaului a Romania. Són una serralada de turons alts (800-900 m) amb carenes paral·leles (Magura Odobești), que separen dues depressions geològiques.
Els subcarpats són una de les tres classificacions tradicionals dels Carpats orientals a Romania: 
- al nord, els Carpats de Maramureș i Bucovina (Munții Carpați ai Maramureșului și Bucovinei)
- central, els Carpats de Moldàvia i Transsilvània (Munții Carpați Moldo-Transilvani)
- i al sud, els Carpats de Curvatura (Munții Carpați de Curbură)

Inclouen:
- Muntanyes Bârsa (Munții Bârsei)
- Muntanyes Ciucaș (Munții Ciucaș)
- Muntanyes Buzău (Munții Buzăului)
- Muntanyes de Vrancea (Munții Vrancei)
- Muntanyes Baiu (Munții Baiului o Munții Gârbova)
- Depressió de Brașov (Depresiunea Brașovului)

Geològicament, basant-se en les divisions dels Carpats, tots els subcarpats formen part dels Carpats orientals exteriors.

## Galeria d'imatges

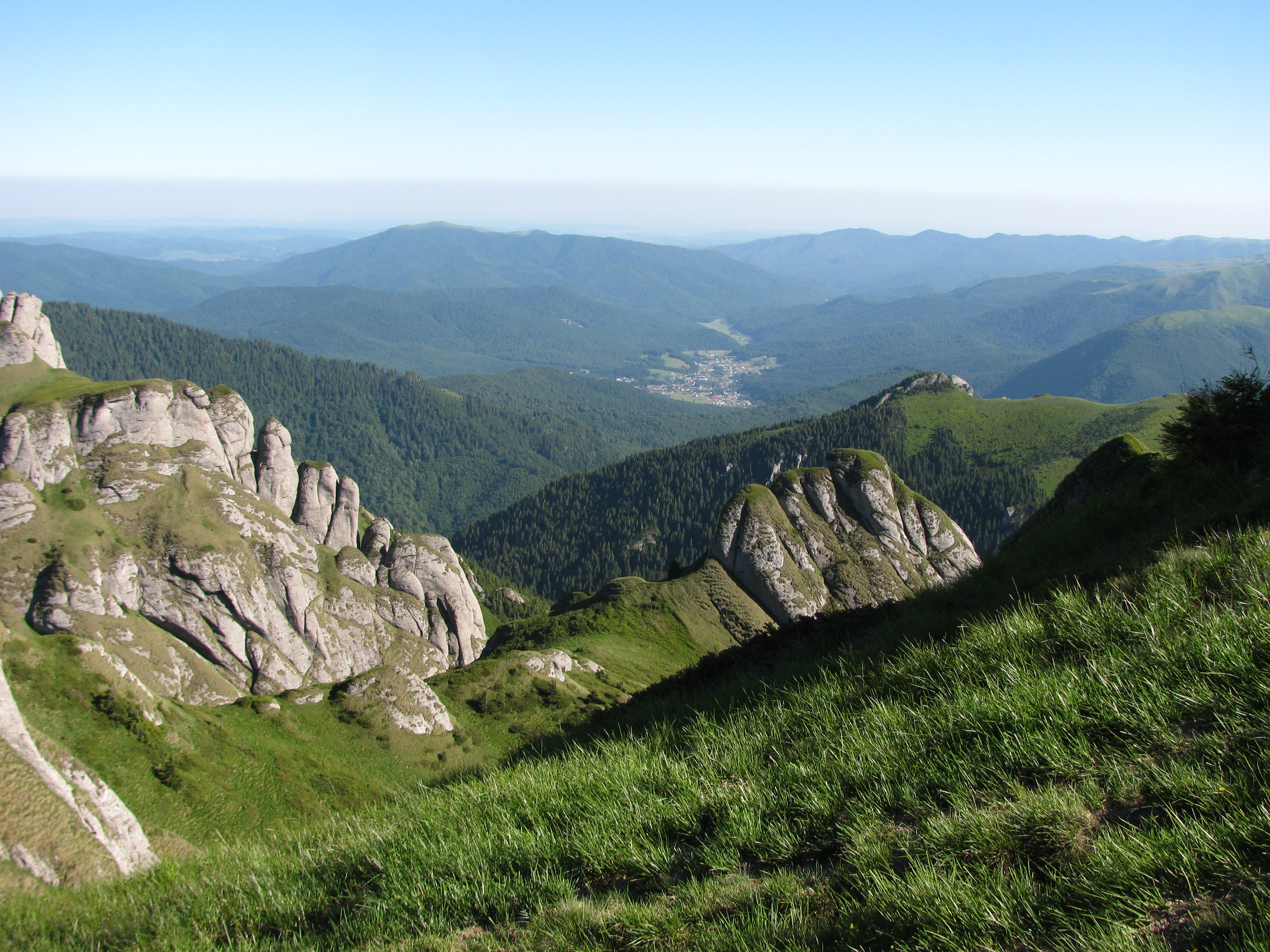
Muntanyes de Ciucaș, comtat de Prahova, als Carpats de Curvatura
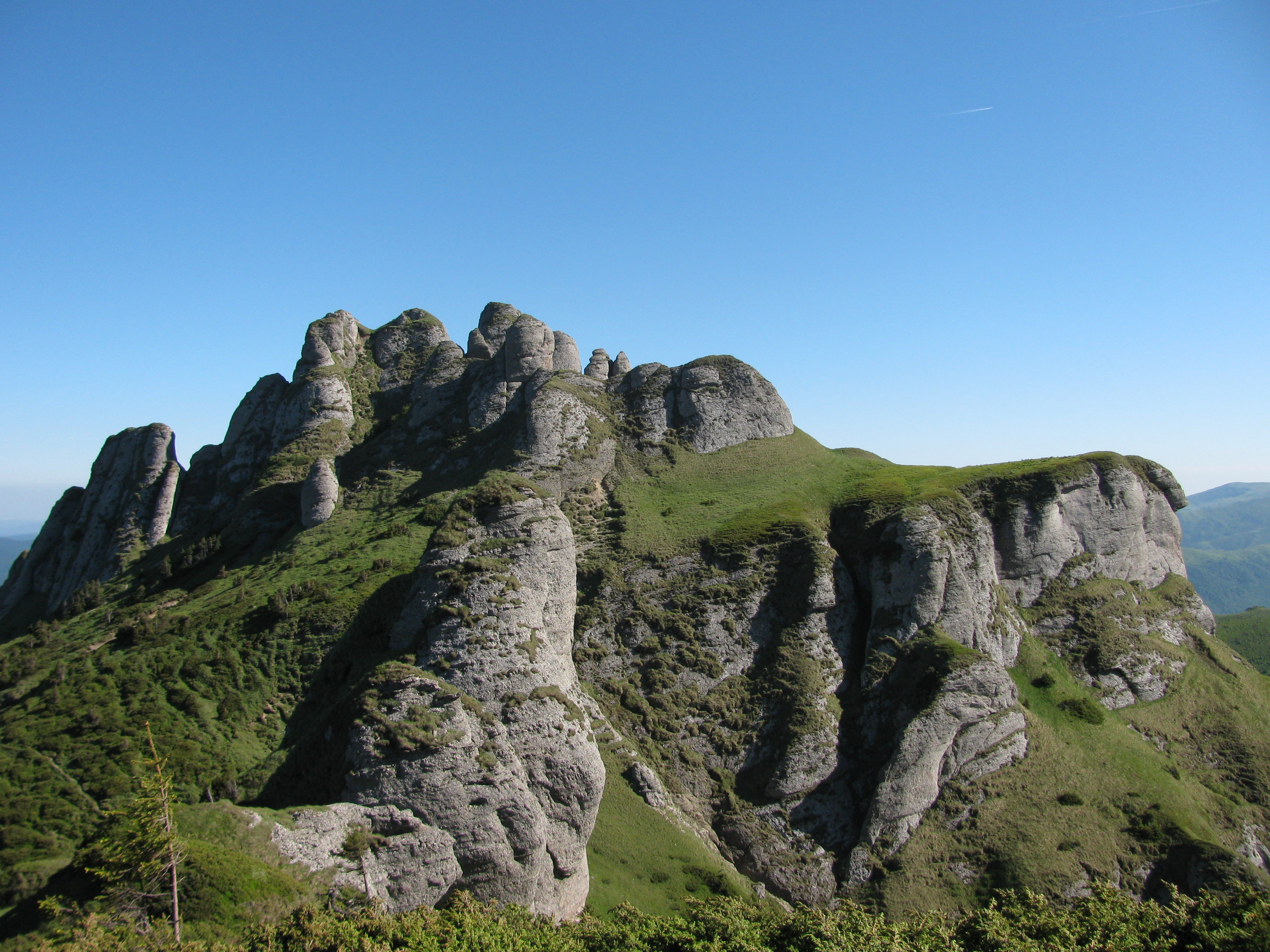
Muntanyes de Ciucaș, comtat de Prahova
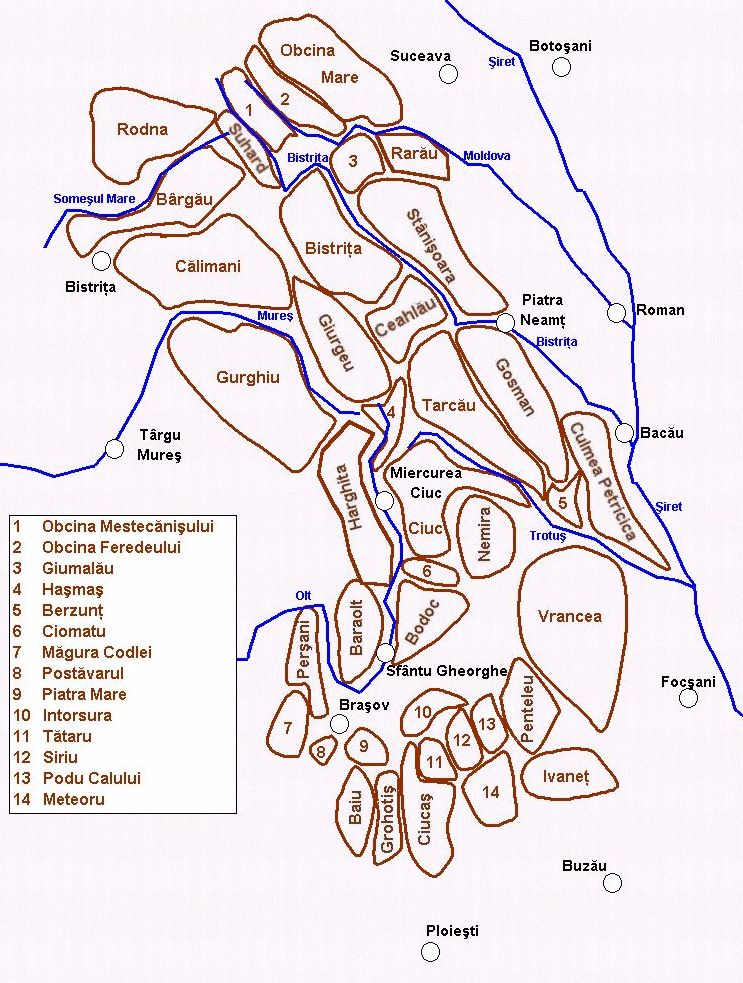
Mapa dels Carpats Orientals, amb els Carpats de Curvatura al sud